# Schlacht bei Patay
Die Schlacht bei Patay am 18. Juni 1429 war eine der bedeutendsten Schlachten des Hundertjährigen Krieges zwischen den Königreichen England und Frankreich. In der Schlacht bei Patay (nordwestlich von Orléans) wurden die englischen Truppen unter John Fastolf und John Talbot entscheidend geschlagen und nach Norden abgedrängt.
Das Heer der Franzosen wurde von Jeanne d’Arc und ihren Hauptleuten „La Hire“ und Jean Poton de Xaintrailles kommandiert.

## Hintergrund
Nach der Aufhebung der Belagerung von Orléans eroberten die Franzosen mehrere englische Burgen im Loiretal. Somit gewannen sie die Brücken für den späteren französischen Angriff auf englisches und burgundisches Gebiet im Norden. Fast ganz Frankreich nördlich des Flusses Loire stand unter ausländischer Kontrolle. Beim französischen Sieg in Orléans wurde die einzige französisch-kontrollierte Brücke zerstört. Durch drei kleinere Schlachten gewannen die Franzosen Brücken entlang der Loire zurück.
Die französische Loire-Kampagne von 1429 bestand aus fünf Aktionen:
1. Die Belagerung von Orléans.
2. Die Schlacht von Jargeau.
3. Die Schlacht von Meung-sur-Loire.
4. Die Schlacht um Beaugency.
5. Die Schlacht bei Patay.

Die Schlacht bei Patay fand am Tag nach der englischen Kapitulation bei Beaugency statt. Die Engländer versuchten in dieser Schlacht die gleiche Taktik, die sie in den siegreichen Schlachten von Crécy 1346 und Agincourt 1415 sowie Poitiers 1356 verwendet hatten. Diese Taktik fordert eine große Zahl von Langbogenschützen, die geschützt werden von angespitzten Pfählen, die vor ihrer Stellung in den Boden getrieben werden. Diese verlangsamen und behindern den Angriff der Kavallerie, während die Bogenschützen den Feind niedermachen. Allerdings waren die französischen Ritter in der Schlacht bei Patay endlich in der Lage, die englische Armee unvorbereitet zu treffen.

## Die Schlacht
Eine englische Verstärkungsarmee unter Sir John Fastolf rückte nach der Niederlage bei Orléans von Paris heran. Die Franzosen reagierten rasch und besetzten nach der Annahme der englischen Kapitulation bei Beaugency am Vortag die drei Brücken, noch bevor Fastolfs Armee ankam. Die Franzosen erkundeten die Gegend in der Hoffnung, die englische Armee unvorbereitet und schutzlos zu treffen.
Die Engländer hielten mit verbleibenden Verteidigern von Meung-Sur-Loire das Gebiet, da die Franzosen an dieser Stelle nur die Brücke beherrschten, nicht aber die benachbarte Burg oder die Stadt besetzen konnten. Zusätzlich schlossen sich ihnen zurückweichende Verteidiger von Beaugency an. Die Engländer bereiteten sich auf eine offene Feldschlacht vor an einer Stelle, deren genaue Lage unbekannt ist, aber traditionell in der Nähe der kleinen Ortschaft Patay vermutet wird. Fastolf, John Talbot, 1. Earl of Shrewsbury, und Sir Thomas Skalen kommandierten die Engländer.
Die normale Verteidigungstaktik der englischen Armee war, spitze Pfähle in den Boden in der Nähe ihrer Positionen zu rammen. Dies verhindert Kavallerieangriffe und verzögerte die Infanterie lange genug, sodass die Langbogenschützen einen entscheidenden Vorteil gegenüber den feindlichen Linien erzielen konnten, indem sie ihnen schwere Verluste zufügten. Die englischen Bogenschützen verrieten jedoch versehentlich ihre Position den französischen Kundschaftern, bevor ihre Vorbereitungen abgeschlossen waren, da sie einen einsamen Hirsch mit Jagdgeschrei verfolgten, der sich auf einem nahe gelegenen Feld befand.
Als die Nachricht von der englischen Stellung bekannt wurde, griffen etwa 1.500 Mann der schwer bewaffneten und gepanzerten Kavallerie-Vorhut der französischen Armee unter den Kapitänen La Hire und Jean Poton de Xaintrailles die Engländer an. Die Schlacht verwandelte sich schnell in eine Flucht, da jeder Engländer auf einem Pferd das Weite suchte, während die Infanterie, meist bestehend aus Langbogenschützen, in Scharen niedergemacht wurde. Langbogenschützen wurden nie zur Bekämpfung von gepanzerten Rittern eingesetzt, mit Ausnahme aus vorbereiteten Stellungen, in denen sie von Rittern nicht angegriffen werden konnten. So war mit der französischen Taktik eines großen frontalen Kavallerie-Angriffs ein entscheidender Sieg gelungen.
Auch die meisten englischen Kommandeure wurden getötet oder gefangen genommen. Dabei nahm Captain Jean Dagneau den berühmten General John Talbot, 1. Earl of Shrewsbury gefangen. Nach dieser Heldentat wurde Dagneau im März 1438 von Karl VII., König von Frankreich, geadelt. Dies war der Ursprung des Familiennamens Dagneau de Richecour.
Bei den Engländern beschuldigte Talbot Fastolf der Feigheit und warf ihm vor, mit seinen Kameraden im Angesicht des Feindes desertiert zu sein. Einen Vorwurf, den er energisch nach seiner Entlassung aus der Gefangenschaft vertrat. Fastolf bestritt die Vorwürfe ebenso energisch und wurde schließlich nach der Ladung vor ein Gericht durch ein besonderes Kapitel des Hosenbandordens rehabilitiert.

## Konsequenzen
Durch diesen Sieg wurde der Mythos der Unbesiegbarkeit der englischen Armee auf freiem Feld zerstört. Nachdem die Engländer besiegt waren, waren sie gezwungen, sich – wenn auch nur für kurze Zeit – erneut mit den Burgundern zu verbünden und zusammenzuarbeiten.
Durch den Verlust ihrer Kommandeure und Bogenschützen verlor die englische Armee ihre wichtigsten Teile. Sie hörte so auf, eine Bedrohung zu sein, was es den Franzosen ermöglichte, nach Norden in Richtung Reims zu marschieren, um Karl VII. von Frankreich dort zu krönen. Damit war der Streit um die Nachfolge auf dem französischen Thron beendet.